# トリアゾロベンゾジアゼピン

Chemical structure of alprazolam, a common triazolobenzodiazepine

トリアゾロベンゾジアゼピン（Triazolobenzodiazepines：TBZD）は、ベンゾジアゼピン（BZD）誘導体薬物の一群である。化学的には、ジアゼピン環にさらにトリアゾール環が融合している点で、他のベンゾジアゼピンとは異なる。トリアゾール環とジアゼピン環は窒素原子を共有している。
例えば、以下のものを含む：
- アジナゾラム
- アルプラゾラム
- ブロマゾラム
- クロナゾラム
- エスタゾラム
- フルアルプラゾラム
- フルブロマゾラム
- フルニトラゾラム
- ニトラゾラム
- ピラゾラム
- トリアゾラム
- ザピゾラム

## 合成
1,4-ベンゾジアゼピン-2-チオンとヒドラジンおよび酢酸をn-ブタノール中の還流下で加熱することにより、1-メチルトリアゾロベンゾジアゼピン（アルプラゾラム型）の合成が可能である。